# Чатам (Вирџинија)
Чатам (енгл. Chatham) град је у америчкој савезној држави Вирџинија. По попису становништва из 2010. у њему је живело 1.269 становника.

## Демографија
Према попису становништва из 2010. у граду је живело 1.269 становника, што је 69 (5,2%) становника мање него 2000. године.
| Група             | 2000.       | 2010.       |
| Белци             | 957 (71,5%) | 924 (72,8%) |
| Афроамериканци    | 349 (26,1%) | 294 (23,2%) |
| Азијати           | 0 (0,0%)    | 3 (0,2%)    |
| Хиспаноамериканци | 8 (0,6%)    | 35 (2,8%)   |
| Укупно            | 1.338       | 1.269       |